# 三橋淳 (ラリー選手)

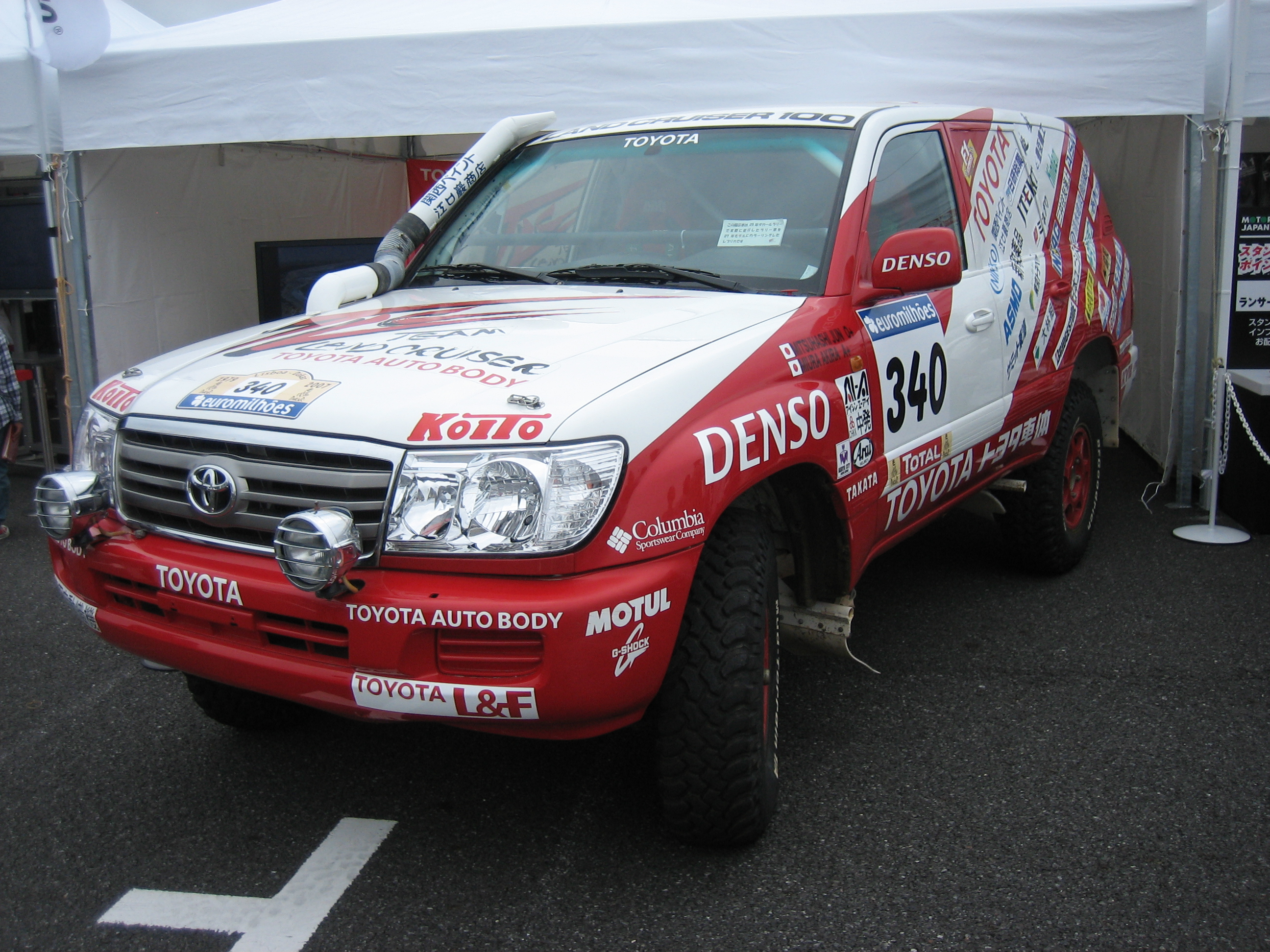
2007年に三橋がドライブしたトヨタ・ランドクルーザー

三橋 淳（みつはし じゅん、1970年 7月2日 - ）は、日本のレーシングドライバー。東京都出身。

## 略歴
1999年より本格的にライダーとして活動を始める。2001年にホンダ・XR650Rでダカール・ラリーにデビューし、総合22位で完走した。2002年は総合12位でトッププライベーター賞を受賞、2003年は16位だった。
2004年に池町佳生とともに日産自動車の若手育成プログラムに加入し、日産・テラノでダカール・ラリーの市販車無改造クラスへ参戦した（結果はリタイア）。2005年はスーパープロダクションの日産・エクストレイルで総合11位フィニッシュ、2006年は日産・ピックアップで出走したがリタイアした。
2007年からトヨタ車体の「チームランドクルーザー」のドライバーとなり、2007、2010、2011、2014、2015年に市販車クラスで優勝した。
2015年大会ではクラス首位走行中に、監督から理由が明かされないまま首位を2号車（ニコラ・ジボン/三浦昂）に明け渡せという不可解なチームオーダーがあった。三橋は2号車のクルーとも相談の末に監督の独断であると判断し、オーダーを無視したことをSNSおよび自身のホームページにて表明。この大会を最後にTLCを離脱した。
2016年は「順位は関係なく日本人を乗せたい」というKTMジャパンの支援を受けて、45歳にして13年ぶりに二輪でダカールに参戦。完走を果たした。
現在はGRガレージ京都伏見と関係を持ち、アンバサダーやプロデューサーを務める。またTOYOTA GAZOO Racingアンバサダーの脇阪寿一とは懇意で、イベントや企画によく登場する。

## 参戦歴
＜2輪＞
- 1991年 パレナスヘアースクランブル第1戦　総合優勝
- 1992年 SCORE BAJA1000 Class21（125cc以下）　2位
- 1994年 日高2デイズエンデューロ・4ストクラス　優勝　／　サバイバル2デイズエンデューロ・4ストクラス　優勝
- 1995年 ネバダ・ラリー　総合優勝
- 1996年 日高2デイズエンデューロ・4ストクラス　優勝
- 1998年 日高2デイズエンデューロ・4ストクラス　優勝　／　サバイバル2デイズエンデューロ・4ストクラス　優勝
- 1999年 SSER　総合優勝　／　UAEデザートチャレンジ　総合19位
- 2000年 プランシュ高山オフロードエンデュランス　総合優勝　／　SSER　総合優勝　／　ラリーレイドモンゴル2000　総合優勝
- 2001年 パリ・ダカールラリー　総合21位
- 2002年 パリ・ダカールラリー　総合12位
- 2003年 パリ・ダカールラリー　総合16位

＜4輪＞

- 2003年 ラリー・デ・ファラオン　総合9位　／　AMVシャムロックラリー　総合3位
- 2004年 パリ・ダカールラリー　リタイア　／　デザートエクスプレス　総合2位　／　エスパーニャ・バハ　総合12位　／　AMVシャムロックラリー　総合優勝
- 2005年 パリ・ダカールラリー　総合11位
- 2006年 イタリアンBAJA　完走　／　パリ・ダカールラリー　リタイア　／　UAEデザートチャレンジ 総合13位 クラス１位
- 2007年 パリ・ダカールラリー　総合25位　クラス優勝　／　UAEデザートチャレンジ　総合7位　クラス2位
- 2008年 UAEデザートチャレンジ　リタイヤ
- 2009年 ダカールラリー　総合31位　クラス４位
- 2010年 ダカールラリー　総合17位　クラス優勝　／　ファラオ・ラリー　総合 3位　クラス優勝
- 2011年 ダカールラリー　総合12位　クラス優勝　／　ファラオ・ラリー　総合13位　クラス 5位
- 2012年 ダカールラリー　総合25位　クラス２位　／　ファラオ・ラリー　総合 5位　クラス優勝